# Microsoft Train Simulator
Der von Kuju entwickelte und von Microsoft vertriebene Train Simulator ist ein Eisenbahn-Fahrsimulator für den PC, der im Jahr 2001 auf den Markt gebracht wurde. Die im Internet übliche Abkürzung für dieses Programm lautet MSTS.
Im Gegensatz zu Zugsimulatoren früherer Generationen wie Railsim liegt dem Train Simulator ein räumliches, dreidimensionales Fahrzeug- und Landschaftsmodell zu Grunde. Der Führerstand selbst wird zweidimensional simuliert; alle Betätigungsorgane sind aus Momentaufnahmen räumlicher Modelle übernommen, sodass kaum ein Unterschied zu dreidimensionalen Modellen zu bemerken ist.

## Routen und Fahrzeuge
In der im Handel befindlichen Version enthält der Train Simulator folgende Strecken und Rollmaterial:
- Innsbruck–St. Anton, mit dem klassischen Arlberg-Orient-Express und der Dampflokomotive Gölsdorf 380 sowie den österreichischen Formsignalen der damaligen Zeit
- Die Strecke zwischen Settle und Carlisle in Nordwest-England um 1930 mit der Dampflokomotive LNER No. 4472 Flying Scotsman und um 1980 mit der Diesellokomotive Class 50 Vailant sowie britischen Formsignalen der damaligen Zeit
- Der nordamerikanische Northeast Corridor, der entweder mit dem Triebzug Acela Express oder Zügen, die mit den Elektrolokomotiven HHP-8 bespannt sind, befahren werden kann (die im Northeast Corridor üblichen Signale sind vorhanden)
- Marias Pass in Nordwest-Montana, eine Strecke der Burlington Northern and Santa Fe Railroad, auf der Güterzüge mit den dieselelektrischen Lokomotiven Dash9-44CW, GP 38-2 und SD 40-2 gefahren werden können (klassische elektrische Signale)
- Die Odawara-Linie der Odakyū Dentetsu mit den elektrischen Triebzügen der Serien 2000 und 7000
- Die Ausflugsbahn Hisatsu-Linie auf der japanischen Insel Kyushu, welche mit den dort üblichen diesel-hydraulischen Triebwagen des Typs KIHA 31 befahren wird.

## Ansichten
In der Hauptansicht befindet sich der Spieler im Führerstand einer Lokomotive und bewegt einen Zug durch eine Landschaft, die der natürlichen Landschaft nachempfunden ist. Weitere Sichten erlauben den Blick von außen auf die Lokomotive, auf den letzten Wagen, auf den Zug neben der Strecke stehend, aus dem inneren eines Personenwagens oder von oben auf die vordere oder hintere Kupplung zum Ankuppeln weiterer Wagen oder Lokomotiven. Bei vielen Lokomotiven ist ein Hinauslehnen und ein stufenloser Rundumblick aus dem Seitenfenster möglich.

## Simulation der Lokomotiven und des Rollmaterials
Grundsätzlich lassen sich nahezu alle Lokomotivtechniken und Wagen anhand einer großen Anzahl von Parametern simulieren. Dazu gehören die verschiedenen Arten von Druckluft- und Vakuumbremsen, unterschiedliche Kupplungen, Spitzensignale, Zugkräfte, Kupplungsabriss bei Überlastung, Schleudern der Lok, Kesselparameter bei Dampflokomotiven, Parameter der dynamischen Bremse, so die Lokomotive darüber verfügt. Tender können bekohlt und mit Wasser befüllt werden. Wichtige Bedienelemente der Dampflok wie die Dampfstrahlpumpe, der Hilfsbläser und die Zylinderhähne sind vorhanden und funktionieren. Der Schlupf der Antriebsräder ändert sich beim Betätigen des Sandens, manche moderne Lokomotive besitzt eine Antriebsschlupfregelung.

## Akustische Simulation
Die Akustik der Lokomotiven und Züge und der Umwelt wird mit Hilfe von sogenannten Samples simuliert. Eine akustische Einschränkung des Simulators ist, dass der Auspuffschlag der Dampflokomotiven nicht geschwindigkeitssynchron ist, sondern stufig geändert wird (Überblendung). In den kostenlosen Add-ons sind sehr oft Mängel des ursprünglichen Simulators behoben. Die akustische Simulation ist allerdings nicht lastabhängig, so dass man zum Beispiel bei einer Dampflok bei Reglerstellung 0 und vielen Auspuffschlägen in den Bahnhof rollt.

## Mensch-Maschine-Schnittstelle
Der MS Train Simulator wird grundsätzlich mit der Tastatur oder der Maus bedient. Er besitzt keine Schnittstelle für Joysticks oder externe Anzeigen wie etwa der MS Flight Simulator. Zukaufbare externe Bedienelemente lesen die Bildschirmanzeige aus und emulieren eine Tastatur über den USB-Anschluss, ein Beispiel dafür ist der RailDriver. Kostenlose Zusatzprogramme wie Joy2Key oder Joystick2Mouse lassen es zu, die Tastaturbefehle durch nahezu beliebige Eingabegeräte wie Joysticks und Gamepads zu emulieren. So lässt sich der Zug beispielsweise auch mit einem digitalen Logitech-WingMan-Joystick steuern.

## Softwarefehler
Der MS Train Simulator enthält auch in der aktuellen Version 1.2 Software-Fehler. Beispiele:
- Auf der Strecke Marias Pass und auf einigen wenigen Zusatzstrecken reißen an bestimmten Stellen Züge aus unerklärlichen Gründen auseinander.
- Dynamische Bremsen der Lokomotive funktionieren nur in einer Fahrtrichtung. Die dynamische Bremse einer Elektrolokomotive wird im optional einblendbaren Overhead-Display falsch angezeigt und ist so über externe Steuergeräte nicht bedienbar.
- Falls Entgleisen in der Simulation eingeschaltet ist, entgleisen die Züge schon unmittelbar vor Erreichen der zulässigen Streckengeschwindigkeit.
- Fehler im Signal- bzw. Blocksystem: computeranimierte Züge fahren ab und zu in belegte Blöcke ein.
- Bei mangelnder Rechnerleistung werden nicht ladbare Dateien (meist Objekte oder Texturen) fälschlicherweise als nicht vorhanden angezeigt.

Da Microsoft in der Vergangenheit keine Ressourcen mehr für den Train Simulator aufwendete, war nicht damit zu rechnen, dass diese Fehler behoben werden.

## Realitätsgrad
Ein realistischer Simulationsbetrieb ist, sofern im Vorbild Zugsicherungssysteme eingesetzt werden, nicht ohne Kompromisse möglich. Der Train Simulator bot dafür jedoch eine bessere Landschaftsdarstellung als andere Zugsimulatoren jener Zeit.

## Folgeversionen
Die von Microsoft angekündigte Version 2 sollte ursprünglich im Juli 2004 veröffentlicht werden. Da aber die Entwicklerfirma Kuju in finanzielle Schwierigkeiten geraten war und nicht die gewünschte Qualität abgeliefert hatte, war es nicht möglich, die Version fertigzustellen. Daher wurde die Entwicklung abgebrochen, obwohl das Projekt bereits fast fertiggestellt war. Es wurden bereits Screenshots und Videos einer fast fertigen Version im Internet publiziert. Erste Pläne, die Version 2 in Eigenregie fertigzustellen, sah Microsoft als nicht vielversprechend an. In der Folge wurde das Produkt 2007 durch Electronic Arts unter dem Namen Rail Simulator herausgegeben. Nach der Übernahme des Produkts durch Dovetail Games heißt das Produkt heute wiederum Train Simulator. Dieser erinnert von der Bedienung her an Microsoft Train Simulator, ist allerdings wesentlich komplexer aufgebaut und ist mit diesem bezüglich der Routen und des Rollmaterials völlig inkompatibel.
Microsoft hat 2007 einen neuen Train Simulator angekündigt. Dieser würde jedoch nichts mit dem vor einigen Jahren eingestellten MSTS 2 in Zusammenarbeit mit Kuju zu tun haben, sondern ein komplett neues Programm, entwickelt durch Aces Game Studios, darstellen. Dabei sollte die Erfahrung aus den Flight-Simulator-Spielen behilflich sein. Bei MSTS 2 sollten unterschiedliche Natureinflüsse, wie etwa Nebel, die Fahrweise des Spielers beeinflussen. Für den computergesteuerten Verkehr auf den Strecken sollte es eine neuartige künstliche Intelligenz geben und beispielsweise Züge in der Lage sein, die Signale zu erkennen und ihnen Folge zu leisten. Außerdem war geplant, leicht überhöhte Kurven in MSTS 2 einzubauen. Überhöhte Kurven sind leicht geneigt, so dass diese schneller befahren werden können. Basierend auf Flight Simulator X sollte eine neue Rendering-Engine entstehen. Laut Microsoft hätte der Train Simulator 2 zum Weihnachtsgeschäft 2009 auf dem Markt erscheinen sollen. Aufgrund von massiven finanziellen Einsparungen seitens Microsoft wurde im Januar 2009 angekündigt, dass eine Fertigstellung des weit fortgeschrittenen MSTS 2 nicht stattfinden wird. Die Aces Game Studios als Teil der Microsoft Game Studios wurden geschlossen.

## Systemvoraussetzungen
Der Train Simulator setzt mindestens einen Intel Pentium II mit 266 MHz, 32 MB Arbeitsspeicher (unter Windows 2000: 64 MB) sowie eine 3D-fähige Grafikkarte mit 4 MB Speicher voraus. Je komplexer dreidimensionale Modelle oder computergesteuerter Zugverkehr simuliert werden, desto höher sind die Anforderungen. Vom Hersteller wurden ursprünglich Windows 95, 98, ME und 2000 als kompatible Betriebssysteme angegeben, später wurde Windows XP ebenfalls offiziell unterstützt. Von Microsoft nicht unterstützt wird der Betrieb auf Windows Vista oder neueren Systemen. Mit Hilfe von Wine ist es möglich, die Simulation unter neueren Windows-Systemen beziehungsweise macOS oder Linux zum Laufen zu bringen.

## Erweiterungen
Inzwischen gibt es zum Train Simulator eine große Menge Zusatzpakete, Add-ons genannt, sowohl als kommerzielle Software als auch als Open Source/Freeware.

### Eisenbahn

#### Kommerzielle Erweiterungen
Im Bereich deutscher, kommerzieller Add-on-Hersteller haben sich einige Unternehmen etabliert:
German Railroads mit der Reihe German Railroads (Strecken, Aufgaben und Rollmaterial) und German Trains (Aufgaben und Rollmaterial), Aerosoft unter dem Namen Train-World mit verschiedenen Add-on-Reihen, Halycon Media, sowie der größte deutschsprachige MSTS-Add-on-Anbieter Blue Sky Interactive mit den Reihen ProTrain und TrainSim Pro und insgesamt über 50 veröffentlichten Add-ons für den Microsoft Train Simulator. Was die Qualität der einzelnen Hersteller angeht, gehen die Meinungen teilweise weit auseinander.

#### Open Source / Freeware
Einige der kostenlosen Zusatzpakete übertreffen nach Anwenderangaben in der Qualität die Kaufsoftware. Viele Strecken, Objekte, Triebfahrzeuge und Aufgaben stehen kostenlos im Internet zum Herunterladen zur Verfügung.

### Straßen- und U-Bahnen
Städtische Nahverkehrsstrecken sind beim Train Simulator vernachlässigt worden, da die begrenzte Engine des Train Simulators keine großen Objektzahlen zuließ. Dennoch schafften es einige Streckenbauer nach einiger Zeit, mit diesen Limitierungen umzugehen und bauten entsprechende Strecken. Als besonders gut umgesetzt gelten das Netz und der Fuhrpark der Stadtbahn Köln, bei der auf mehrere Strecken verteilt ein Großteil des Streckennetzes nachgebaut wurde. Die von Anwendern gebauten Freeware-Strecken fanden sogar bei den Offiziellen der KVB Anklang und werden dort Besuchern des Museums als „Jedermannsimulator“ präsentiert.

## Programm-Patches
Neben zwei offiziellen Updates von Microsoft zur Version 1.1 und 1.2 (eigentlich 1.4) erschien im Mai 2006 eine erste Version einer Reihe kostenloser, von Microsoft offiziell nicht legitimierter, privat herausgegebener und inoffizieller Patches für das Grundprogramm, die sich unter dem Titel MSTS Bin das Ziel setzen, die Anwendung um neue Funktionen zu erweitern oder bestehende Ungereimtheiten zu korrigieren.

## Ähnliche Programme
- Ähnliche Programme finden sich unter Eisenbahnspiele.